# 第13屆東京國際影展
第13屆東京國際影展於2000年10月28日至11月5日在日本東京舉行東京國際電影節。

## 特別展映
| 中文片名 | 原文片名 | 導演   |
| -------- | -------- | ------ |
| 臥虎藏龍 | 臥虎藏龍 | 李安   |
| 花樣年華 | 花樣年華 | 王家卫 |

## 外部連結
- 第13回東京国際映画祭 - 東京国際映画祭 | 映画祭の歴史